# Giáo hoàng Valentinô
Valentinô (Latinh: Valentinus) là vị giáo hoàng thứ 100 của Giáo hội Công giáo. Ông là người kế nhiệm Giáo hoàng Eugene. Theo niên giám tòa thánh năm 1806 thì ông đắc cử Giáo hoàng Giáo hoàng vào năm 827 và cai trị giáo hội trong một thời gian rất ngắn chỉ có 1 tháng 10 ngày. Niên giám tòa thánh năm 2003 xác định triều đại của ông kéo dài từ tháng 8 cho tới tháng 9 năm 827.
Giáo hoàng Valentinus sinh tại Rôma. Người ta ít biết về một vị Giáo hoàng trị vì 40 ngày theo Liber pontificalis hoặc 1 tháng theo Annales (Sử biên niên) của Einhard. Ông rất được dân chúng, quý tộc và giáo sĩ yêu mến, vì sự tốt lành, lòng bác ái và đạo đức của mình. Ông lên kế vị Eugenius II sau một thời kỳ dài trống ngôi Giáo hoàng. Cha ông, một ông Lêônziô nào đó, cư ngụ trong quận via Lata, khu quý tộc cũng đã cho Giáo hội các Giáo hoàng Stêphanô II, Phaolô I, và Adrianô I.
Cuộc đời giáo sĩ của ông bắt đầu dưới triều đại Pascal I, lúc đó ông được 25 tuổi. Được bổ nhiệm làm phụ phó tế, ông nhanh chóng trở thành phó tế rồi tổng phó tế. Liber pontificalis ghi nhận rằng Valentinus có thể nói với dân chúng Rôma cũng như với giới quý tộc. Sự chiếu cố đến người thanh niên này được xác nhận dưới triều Êugêniô.
Khi Êugêniô qua đời, ông được nhất trí bầu làm Giáo hoàng. Người ta báo cho ông tin này khi ông đang cầu nguyện ở nhà thờ Đức bà cả, và ông được hộ vệ đến tận Vương cung thánh đường Latran, nơi ông đăng quang. Người ta hầu như không biết gì về triều đại Giáo hoàng ngắn ngủi của ông.